# Mendiguren
Mendiguren est un village ou contrée faisant partie de la municipalité de Vitoria-Gasteiz dans la province d'Alava dans la Communauté autonome basque.
Mendiguren signifie aux abords de la montagne en basque.
Il est situé près de la montagne Araka. Ce village a de mauvais accès et se trouve au nord-ouest de la ville de Vitoria-Gasteiz, bien qu'au bord de l'autoroute A-622. La construction de l'autoroute a séparé le village, puisque quelques maisons se sont retrouvées isolées du reste du village à cause de la nouvelle route. Il a anciennement appartenu à la commune de Foronda.
On surnomme ses habitants "gras" (sebosos).

## Voir également
- Liste des municipalités d'Alava